# Station Rhenen

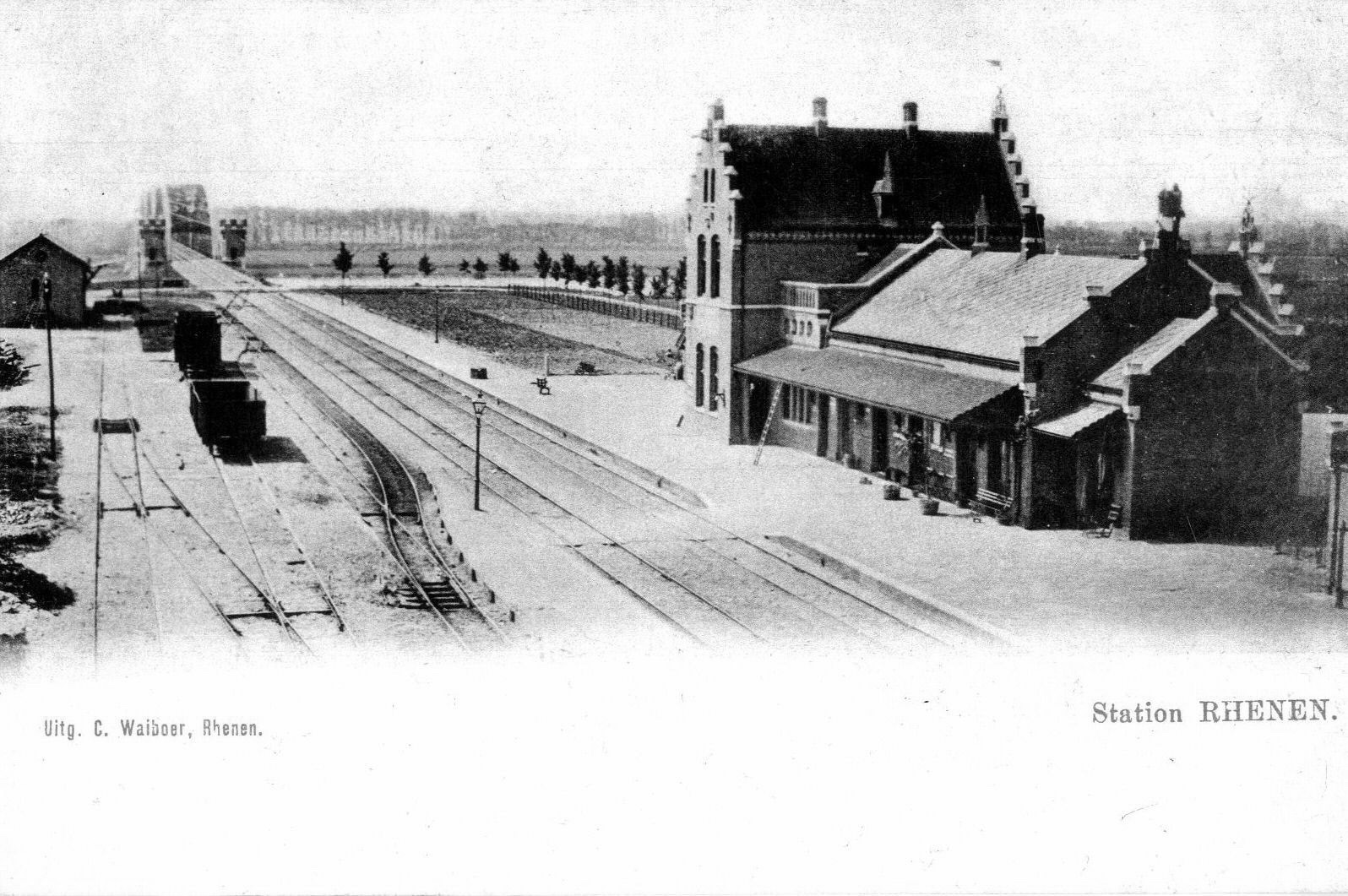
Station Rhenen, met links op de achtergrond de spoorbrug over de Rijn; circa 1900. Collectie van het Utrechts Archief.

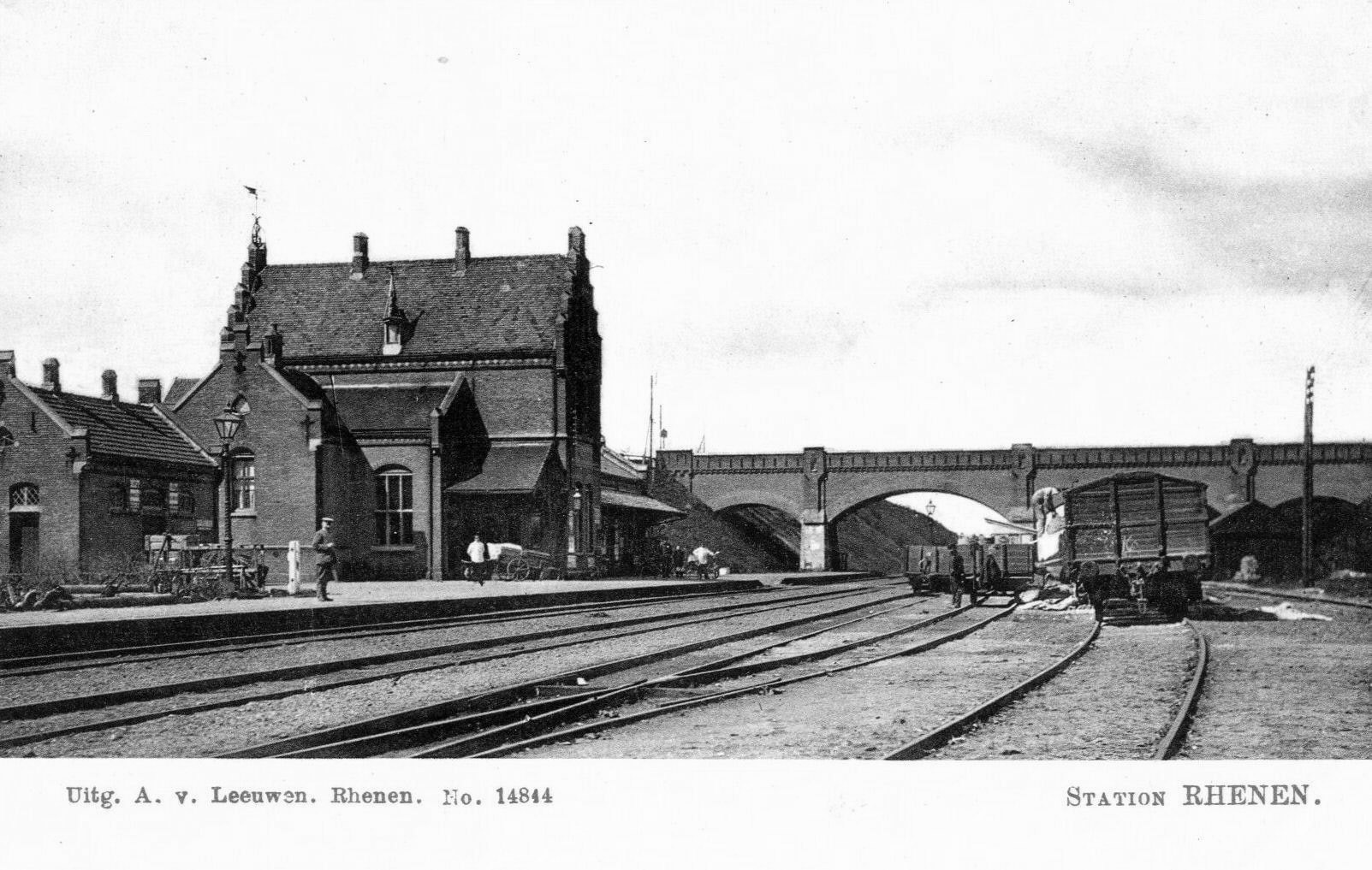
Station Rhenen met rechts het viaduct in de Herenstraat / Grebbeweg; circa 1905. Collectie van het Utrechts Archief.

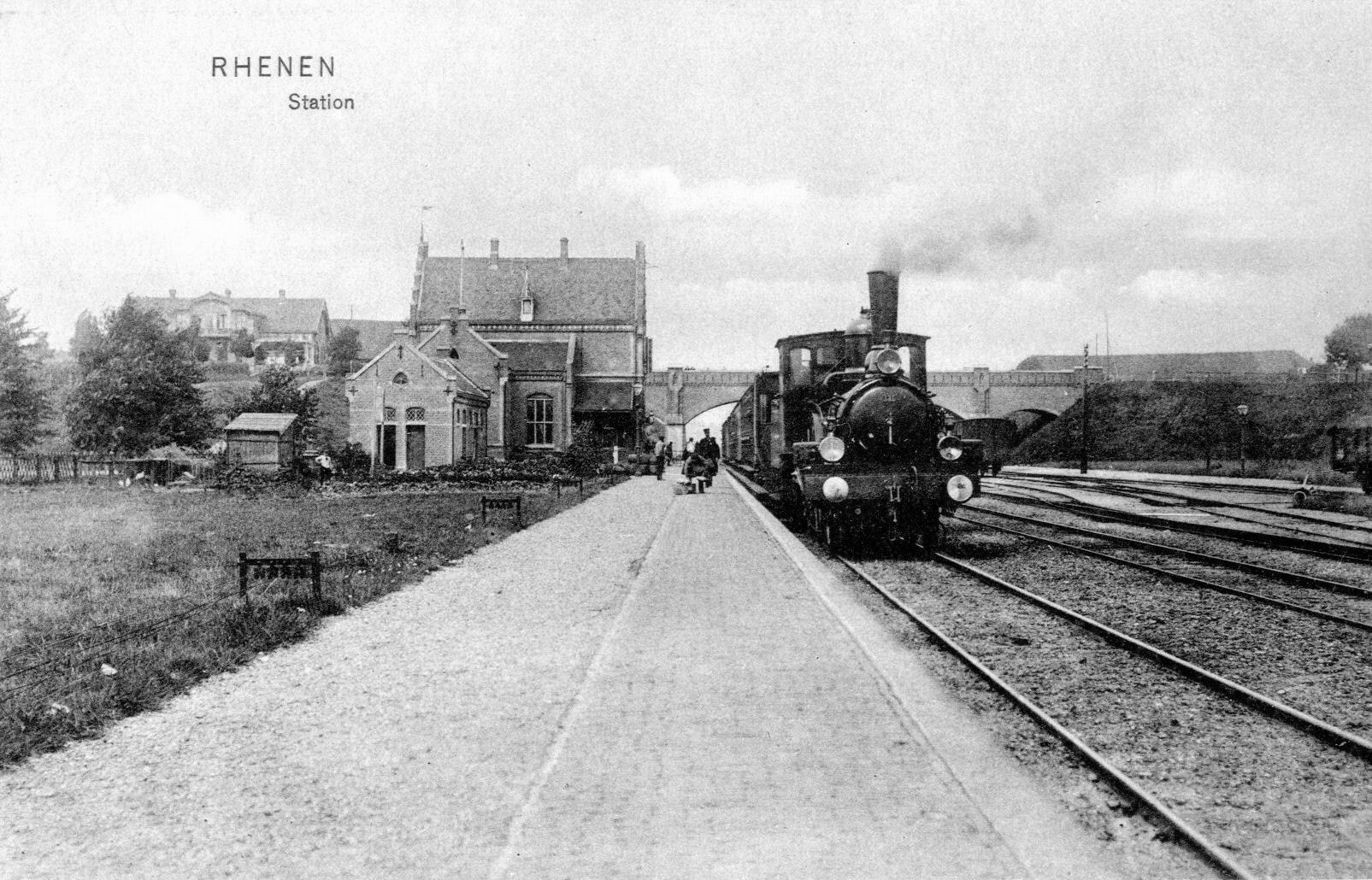
Station Rhenen, met een trein richting Nijmegen getrokken door de stoomlocomotief nr. 131 'Poot' van de HSM; circa 1910. Collectie van het Utrechts Archief.

Station Rhenen is een spoorwegstation in Rhenen gelegen aan de oude spoorlijn Kesteren - Amersfoort en sinds de heropening in 1981 aan de Veenendaallijn.

## Geschiedenis
Het eerste station van Rhenen werd geopend op 18 februari 1886 aan de spoorlijn Amersfoort – Kesteren. De spoorlijn lag in een diepe ingraving, waarover een bakstenen viaduct lag. Vlak na het station volgde de spoorbrug over de Nederrijn. Op 7 juli 1888 kwamen de kruisingen en het overgavespoor van de Ooster Stoomtram-Maatschappij (OSM) in gebruik. Later volgden er diverse kleine wijzigingen plaats. In 1900 kreeg het tweede perron een abri en werd het nevengebouw vergroot. Enkele wissels in de zijsporen werden gewijzigd. De kruising in het hoofdspoor van en naar Kesteren werd in 1905 vervangen door een half-Engelse wissel waarbij het mogelijk werd om ook van spoor 2 naar 1 te kunnen gaan. In 1909 werd er een heel-Engelse wissel gemaakt zodat ook uit Kesteren de trein binnen genomen kon worden op spoor 3.
In 1912 kreeg Rhenen een centrale beveiliging in dienst. Tussen Rhenen en Kesteren werd blokstelsel-II ingevoerd en tussen Rhenen en Veenendaal kwam blokstelsel-A in dienst. Rhenen kreeg drie posten in dienst. Post-I was voor de richting Kesteren en de centrale beveiliging zuidzijde. Post-T was in het station, waar de treindienstleider zetelde, en aan de Veenendaalse zijde werd bij woning 26, die in 1905 al een uitbouw had gekregen, de centrale beveiliging van de noordzijde en de blokbeveiliging met Veenendaal bediend.
Vijf jaar later in 1917 werd aan de Veenendaalzijde een nieuw seinhuis Post-II gebouwd, dat de beveiliging van woning 26 overnam. Op perron 2 kwam een goederenloods en de sporen en wissels werden gewijzigd. Spoor 2 werd in de richting Veenendaal verlengd. Het verbindingsspoor tussen de hoofdsporen en de zijsporen aan de zijde Kesteren werden wat naar het noorden opgeschoven en de overgavesporen van de tram werden naar het zuiden opgeschoven zodat het kruispunt met de overgavesporen kwamen te vervallen. Tot slot werden de wisselverbindingen tussen de hoofdsporen aan de noordzijde omgedraaid en in de richting van het viaduct verschoven. In 1927 was eindelijk het station naar wens ingericht. Rhenen had drie vertreksporen en een ruim emplacement met zijsporen voor het goederenvervoer met voldoende rangeermogelijkheden.
De situatie na 1927 is zo gebleven tot de opheffing van de reizigersdienst in 1945. Op 13 mei 1940 werd de brug vernield door Nederlandse artillerie. De brug werd enkelsporig hersteld met de oude brugdelen van de Oosterdoksluis van Amsterdam en het blokstelsel-II werd vervangen door blokstelsel-A. Op 17 september 1944 raakten het station en de spoorbrug weer zwaar beschadigd. Dit betekende het einde van de reizigerstreinen naar Rhenen. De brug werd niet hersteld en Rhenen was nu nog slechts kopstation voor goederenvervoer. Het reizigersvervoer werd vervangen door een NS-busdienst tot de definitieve opheffing van de reizigersdienst naar Amersfoort. De naam van station Kesteren werd gewijzigd in Kesteren-Rhenen, waarmee het Rhenense station voor reizigersvervoer naar de andere zijde van de Nederrijn verhuisde. De brug werd later hersteld en in 1957 weer heropend, nu voor het wegverkeer.
Tussen 1946 en 1953 is het emplacement vereenvoudigd. In 1956 vonden er belangrijke wijzigingen plaats vanwege de aanleg van de verkeersweg, die Veenendaal met Rhenen en de brug verbond met de Betuwe. De verkeersweg kwam in de ingraving te liggen waardoor de sporen werden gewijzigd. Ook het stationsgebouw moest worden afgebroken. Er werd nog wel een goederenloods gebouwd. Op 28 mei 1972 werd de complete spoorlijn gesloten voor het goederenvervoer. In 1978 startte de bouw en de reactivering van de spoorlijn. In het najaar 1978 werd ten noorden van het viaduct het terrein opgehoogd, dat halverwege het oude niveau van de oude lijn en de verkeersweg kwam te liggen. In 1980 werden de goederenloodsen gesloopt en werd aan de andere zijde van het viaduct een parkeerterrein en toegangsweg naar het nieuwe stationsgebouw aangelegd nadat ook daar het terrein werd opgehoogd. In 1981 werd het nieuwe station gebouwd.

### Heropening
In 1981 werd de spoorlijn uit de richting Veenendaal onder de naam Veenendaallijn vernieuwd en weer geschikt gemaakt voor reizigersvervoer, vanaf Veenendaal Centrum tot Rhenen slechts enkelsporig. Op 31 mei 1981 werd station Rhenen voor reizigersvervoer heropend met slechts een eenvoudig stationsgebouwtje. Op 25 februari 1984 gebeurde er een opmerkelijk ongeluk: een trein van het type mat '54 kon niet op tijd stoppen en kwam in botsing met het stationsgebouw.

## Bediening
Dit station is het begin-/eindpunt van de sprinter van/naar Breukelen. Verder stoppen lijnbussen naar Wageningen, Veenendaal, Tiel, Amersfoort en Utrecht bij de nabijgelegen halte Station/Tuinlaan.

### Trein
In de dienstregeling 2025 stopt de volgende treinserie op station Rhenen:
| Serie | Treinsoort    | Route                                                                         | Bijzonderheden |
| ----- | ------------- | ----------------------------------------------------------------------------- | -------------- |
| 7300  | Sprinter (NS) | Breukelen – Utrecht Centraal – Driebergen-Zeist – Veenendaal Centrum – Rhenen |                |

### Bus
| Lijn | Route                                                             | Via                                                                                                  | Soort     | Vervoerder            |
| ---- | ----------------------------------------------------------------- | --- | --------- | --------------------- |
| 44   | Tiel, Station – Wageningen, Busstation                            | Maurik, Ingen, Lienden, Kesteren, Rhenen Station                                                     | Streekbus | Arriva                |
| 45   | Tiel, Station – Wageningen, Busstation                            | Echteld, IJzendoorn, Ochten, Kesteren, Rhenen Station                                                | Streekbus | Arriva                |
| 50   | Utrecht, Centraal Station Jaarbeurszijde – Wageningen, Busstation | Driebergen-Zeist, Doorn, Leersum, Amerongen, Elst, Rhenen Station                                    | U-link    | Syntus Utrecht & U-OV |
| 87   | Station Veenendaal-De Klomp – Rhenen, Ouwehands Dierenpark        | Veenendaal (Oost, Station Centrum, Petenbos), Rhenen Station                                         | Streekbus | Syntus Utrecht        |
| 680  | Amersfoort, Hoornbeeck/Van Lodenstein – Rhenen, Station           | Leusden, Woudenberg, Scherpenzeel, Renswoude, De Klomp, Veenendaal (Centrum-Wolweg, Station Centrum) | Schoolbus | Syntus Utrecht        |
| N8   | Utrecht, Centraal Station → Wageningen, Campus/Atlas              | Driebergen-Zeist, Veenendaal (Centrum-Wolweg, Station Centrum), Rhenen Station                       | Nachtbus  | Syntus Utrecht        |

## Ontwikkeling aantal reizigers
Het aantal door NS vervoerde reizigers (per gemiddelde werkdag) ontwikkelde zich sedert 2019 als volgt:
| Jaar | Aantal reizigers |
| ---- | ---------------- |
| 2019 | 1.533            |
| 2020 | 708              |
| 2021 | 742              |
| 2022 | 1.266            |
| 2023 | 1.537            |
| 2024 | 1.595            |

## Afbeeldingen

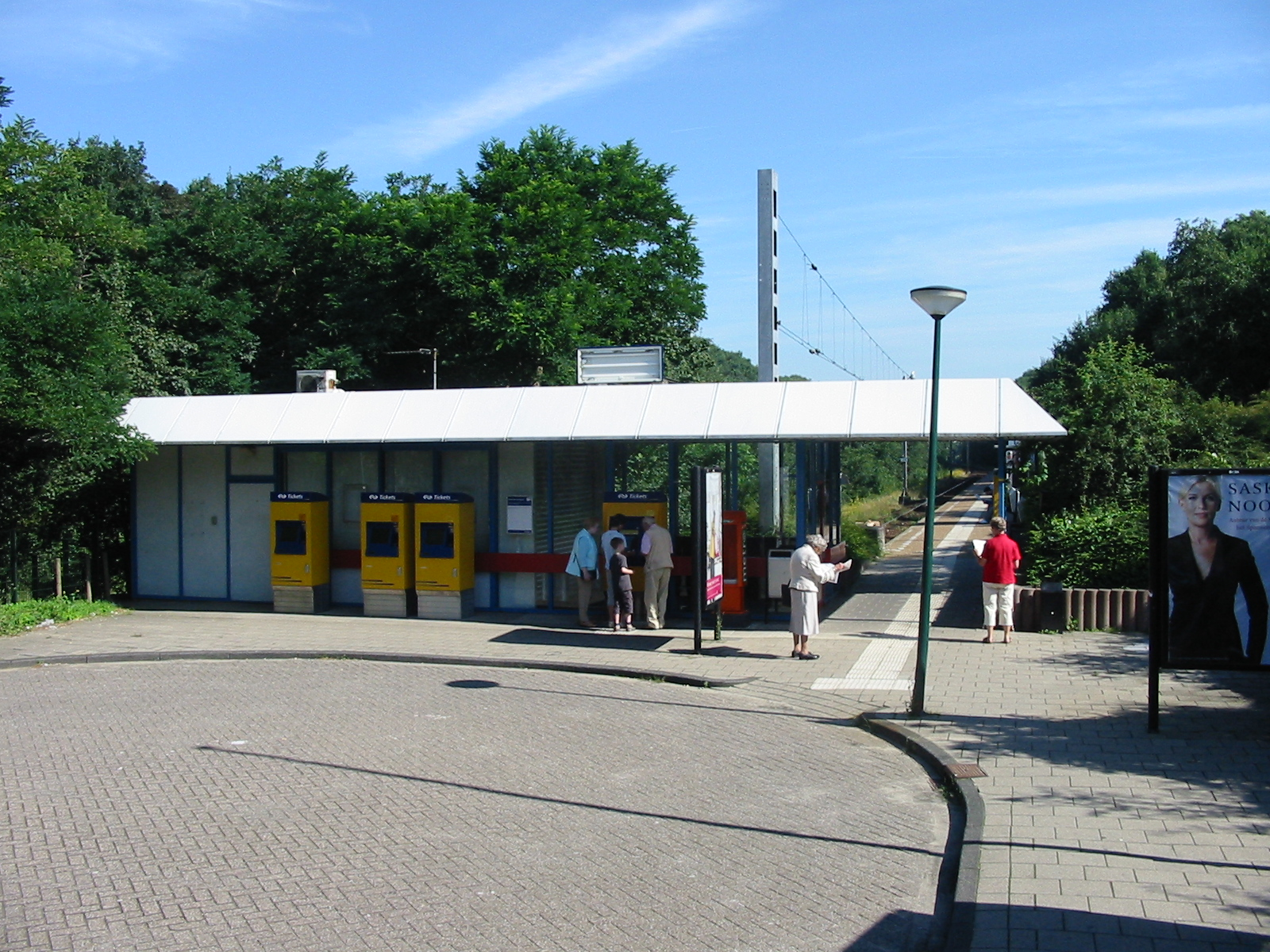
Voorzijde station Rhenen, in 2007
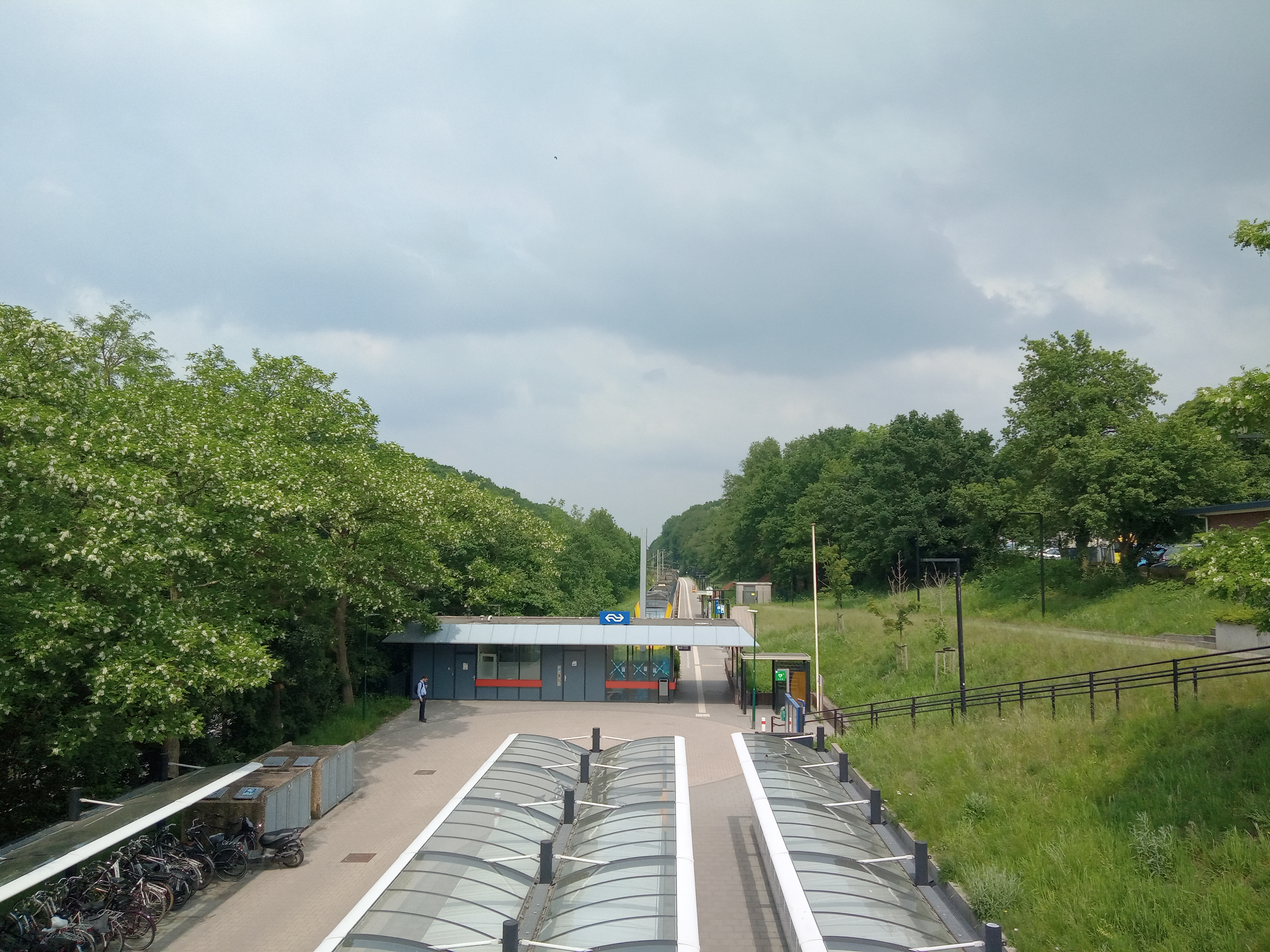
Voorzijde station Rhenen, in 2024
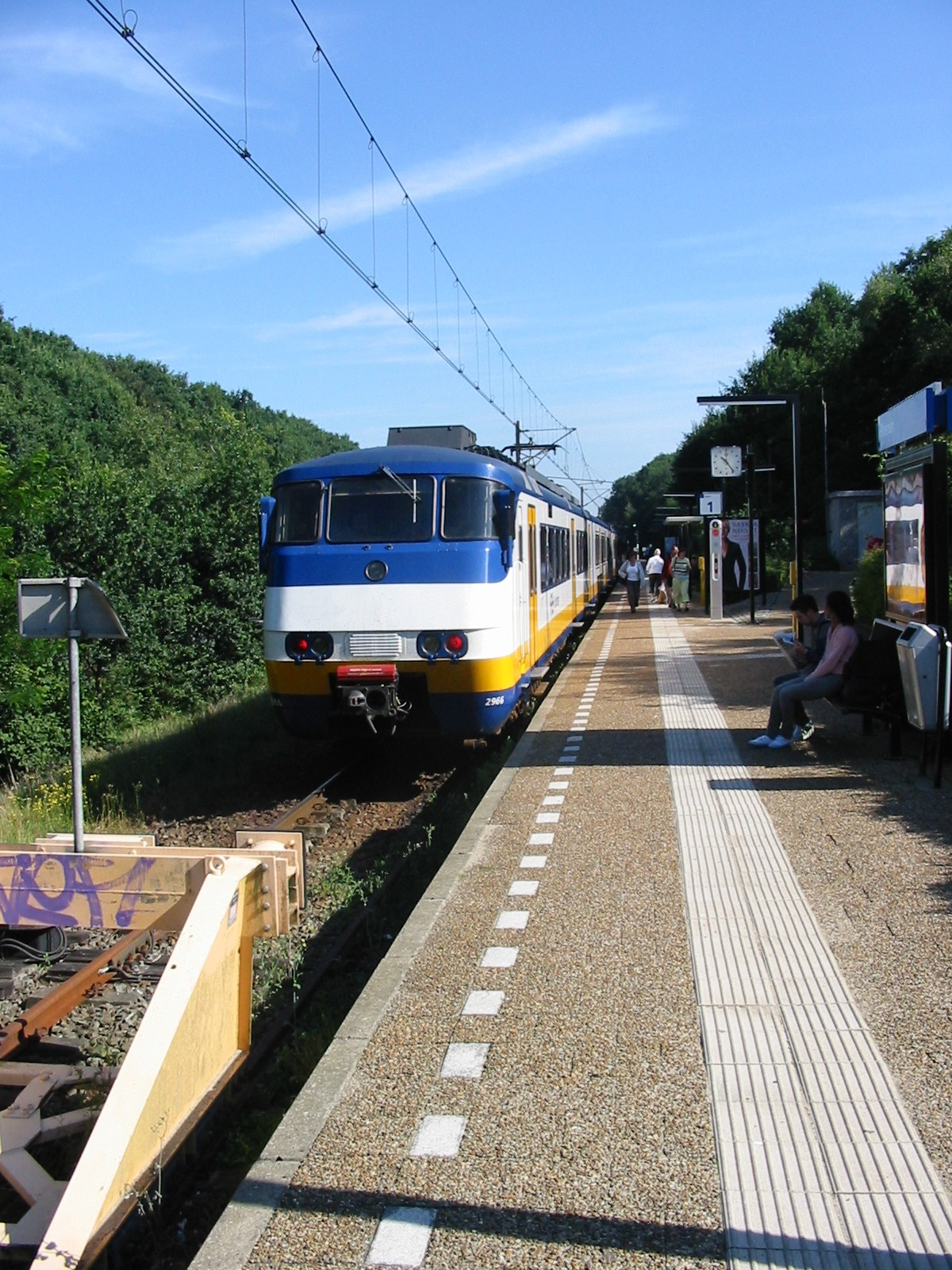
Perron station Rhenen in noordelijke richting gezien, in 2007
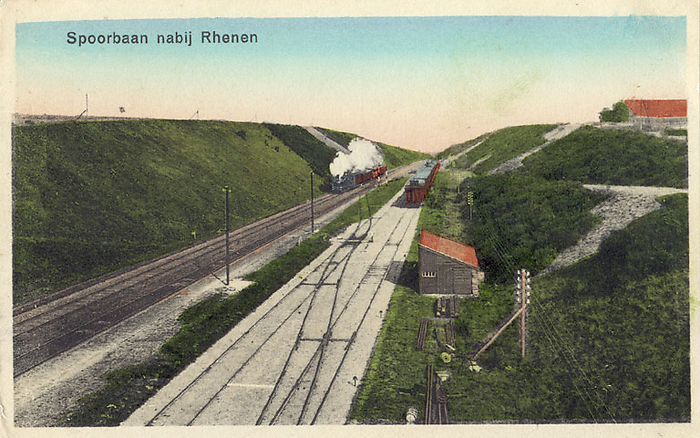
Oude foto waarop de doorgraving van de heuvelrug goed te zien is
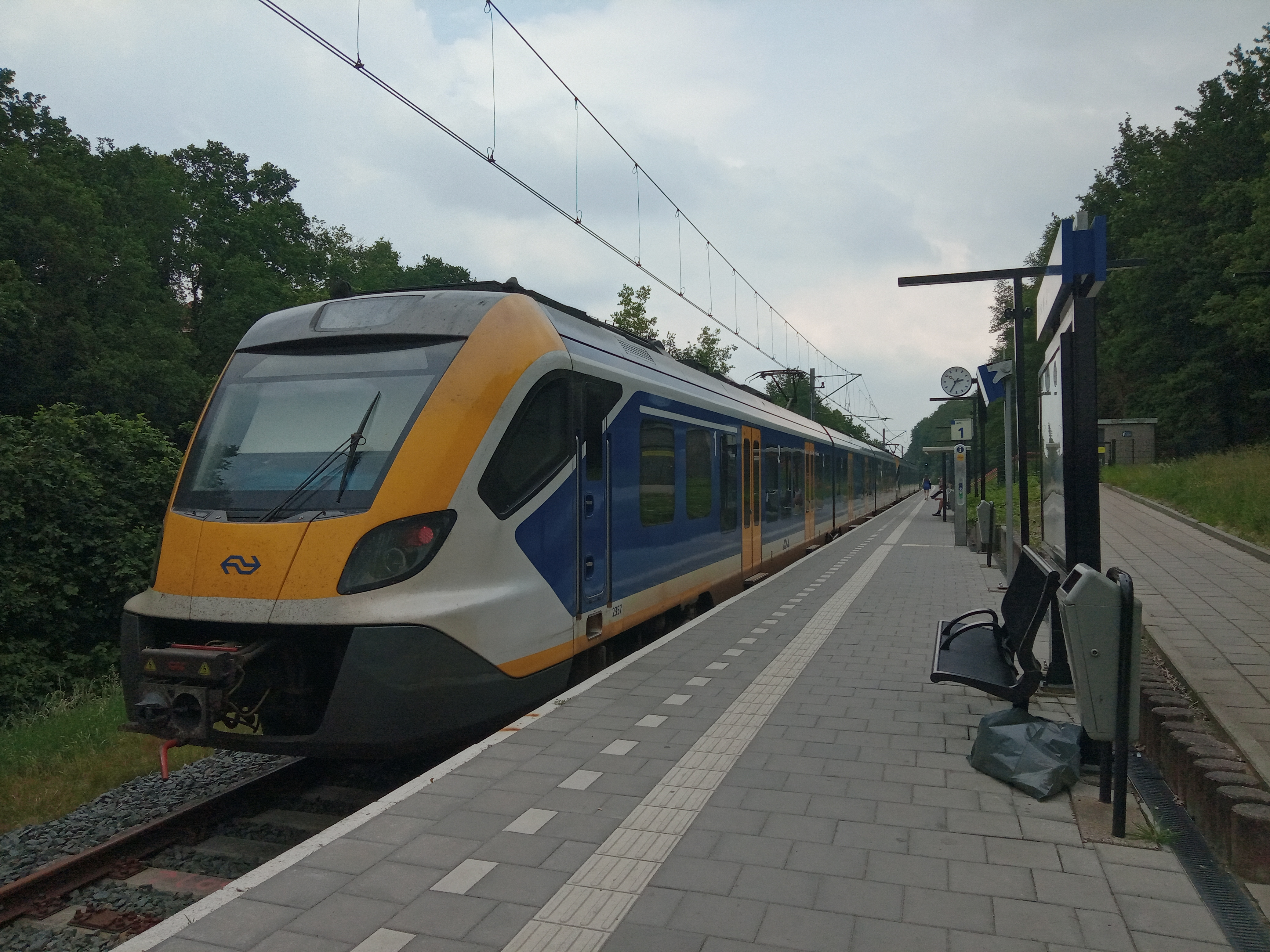
Sprinter met SNG-materieel op Station Rhenen'
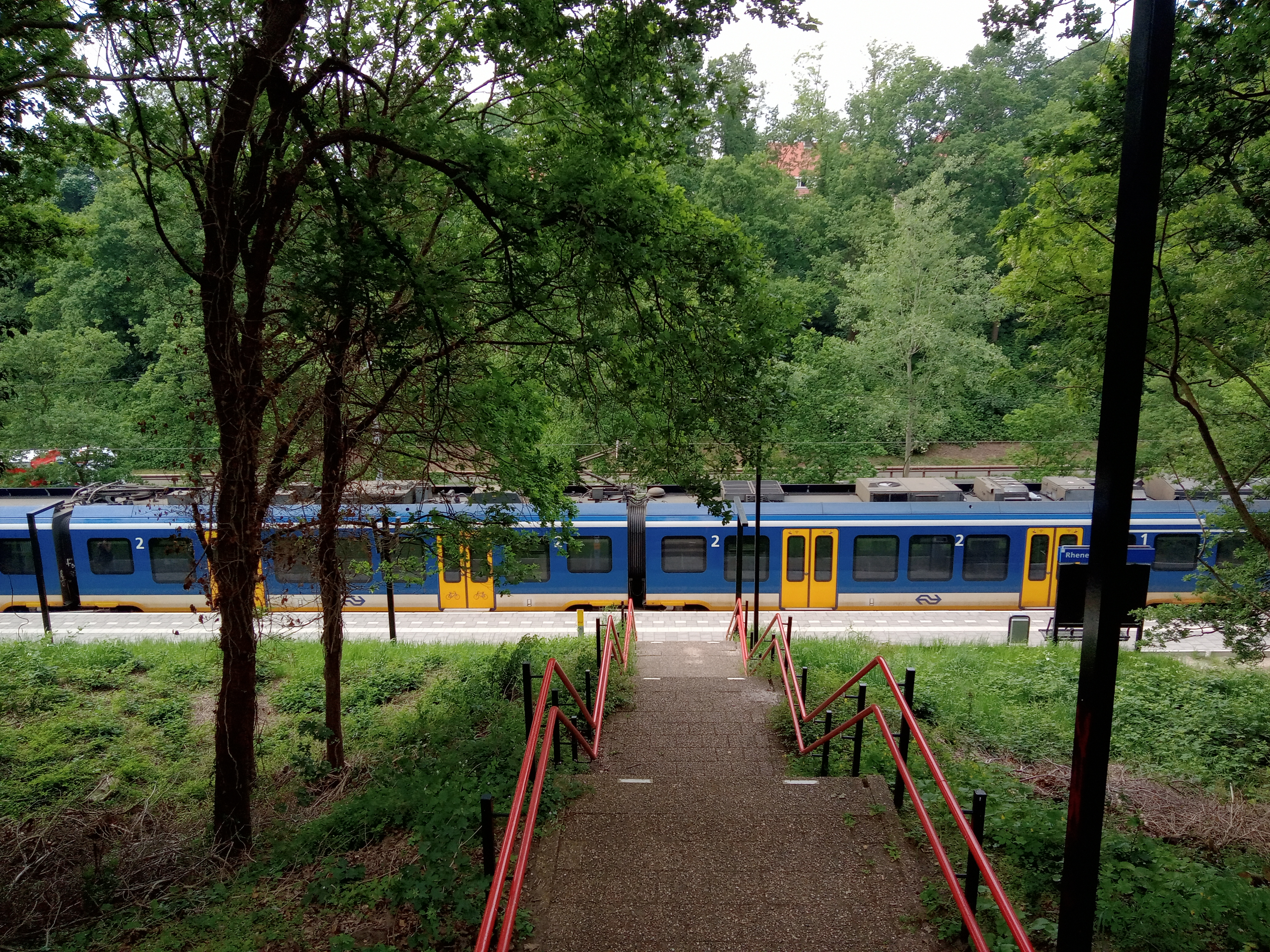
Station Rhenen vanaf de zijkant van bovenaf gezien.
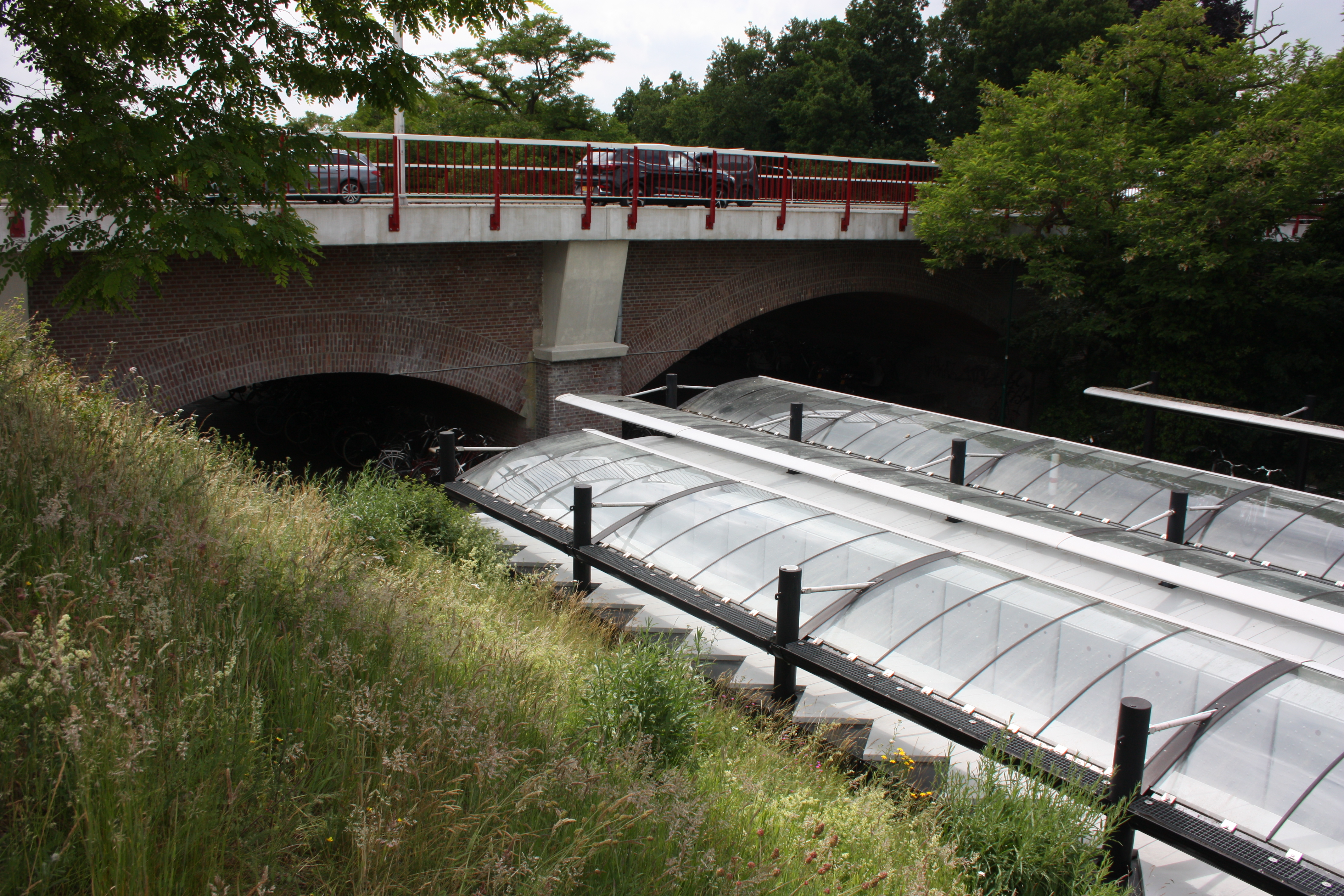
Voormalige spoortunnel voor de sporen richting Kesteren.